# Puchar Świata w biegach narciarskich 1978/1979
Sezon 1978/1979 Pucharu Świata w biegach narciarskich rozpoczął się 20 grudnia 1978 r. w amerykańskim ośrodku narciarskim Telemark, natomiast zakończył się 10 marca 1979 roku w stolicy Norwegii, Oslo dla mężczyzn oraz 17 marca 1979 roku w Szczyrbskim Jeziorze dla kobiet. Była to szósta, nieoficjalna seria zawodów w biegach narciarskich zorganizowana przez Międzynarodową Federację Narciarską (FIS). Jednocześnie był to pierwszy w historii sezon, w którym rywalizowały kobiety.
W nieoficjalnej klasyfikacji generalnej zwyciężyli: Norweg Oddvar Brå wśród mężczyzn oraz Galina Kułakowa z ZSRR wśród kobiet. 

## Kalendarz i wyniki

### Mężczyźni
| Lp. | Miejscowość   | Dystans          | Data             | 1. miejsce                                                                   | 2. miejsce                                                                      | 3. miejsce                                                                     |
| --- | ------------- | ---------------- | ---------------- | ---------------------------------------------------------------------------- | ------------------------------------------------------------------------------- | ------------------------------------------------------------------------------ |
| 1.  | Telemark      | Sztafeta 3x10 km | 20 grudnia 1978  | Włochy Maurilio De Zolt · Roberto Primus · Giulio Capitanio                  | Stany Zjednoczone Stan Dunklee · Tim Caldwell · Bill Koch                       | Francja Jean-Paul Pierrat · Michel Thierry · Paul Fargeix                      |
| 2.  | Telemark      | 15 km            | 21 grudnia 1978  | Ove Aunli                                                                    | Maurilio De Zolt                                                                | Lars Erik Eriksen                                                              |
| 3.  | Kawgołowo     | 15 km            | 6 stycznia 1979  | Jewgienij Bielajew                                                           | Rozalin Bakijew                                                                 | Siergiej Sawieljew                                                             |
| 4.  | Kastelruth    | 30 km            | 11 stycznia 1979 | Ove Aunli                                                                    | Sven-Åke Lundbäck                                                               | Jean-Paul Pierrat                                                              |
| 5.  | Reit im Winkl | 15 km            | 13 stycznia 1979 | Oddvar Brå                                                                   | Tore Gullen                                                                     | Lars Erik Eriksen                                                              |
| 6.  | Reit im Winkl | Sztafeta 4x10 km | 14 stycznia 1979 | Norwegia Lars Erik Eriksen · Tore Gullen · Anders Bakken · Oddvar Brå        | ZSRR Jewgienij Bielajew · Siergiej Sawieljew · Anatolij Iwanow · Wasilij Roczew | Finlandia Esko Lähtevänoja · Heikki Torvi · Juhani Repo · Arto Koivisto        |
| 7.  | Le Brassus    | 15 km            | 20 stycznia 1979 | Oddvar Brå                                                                   | Thomas Wassberg                                                                 | Iwan Lebanow                                                                   |
| 8.  | Le Brassus    | Sztafeta 3x10 km | 21 stycznia 1979 | ZSRR Wasilij Roczew · Rozalin Bakijew · Anatolij Iwanow                      | Norwegia Lars Erik Eriksen · Tore Gullen · Oddvar Brå                           | Włochy Gianpaolo Rupli · Maurilio De Zolt · Giulio Capitanio                   |
| 9.  | Zakopane      | 15 km            | 16 lutego 1979   | Giulio Capitanio                                                             | Aleksandr Zawjałow                                                              | Władimir Łukjanow                                                              |
| 10. | Falun         | 30 km            | 24 lutego 1979   | Sven-Åke Lundbäck                                                            | Nikołaj Zimiatow                                                                | Kjell Jakob Sollie                                                             |
| 11. | Falun         | Sztafeta 4x10 km | 25 lutego 1979   | Norwegia Jan Lindvall · Tore Gullen · Kjell Jakob Sollie · Lars Erik Eriksen | Szwajcaria Hans-Ueli Kreuzer · Franz Renggli · Eduard Hauser · Venanz Egger     | Szwecja Sven-Åke Lundbäck · Erik Gustavsson · Thomas Wassberg · Benny Kohlberg |
| 12. | Lahti         | 50 km            | 4 marca 1979     | Lars Erik Eriksen                                                            | Oddvar Brå                                                                      | Anders Bakken                                                                  |
| 13. | Oslo          | 50 km            | 10 marca 1979    | Oddvar Brå                                                                   | Per Knut Aaland                                                                 | Lars Erik Eriksen                                                              |

### Kobiety
| Lp. | Miejscowość         | Dystans         | Data             | 1. miejsce                                                                 | 2. miejsce                                                                 | 3. miejsce                                                                        |
| --- | ------------------- | --------------- | ---------------- | -------------------------------------------------------------------------- | -------------------------------------------------------------------------- | --------------------------------------------------------------------------------- |
| 1.  | Telemark            | 5 km            | 20 grudnia 1978  | Alison Owen-Spencer                                                        | Marie Johansson                                                            | Berit Kvello                                                                      |
| 2.  | Furtwangen          | 5 km            | 30 grudnia 1978  | Raisa Smietanina                                                           | Marit Myrmæl                                                               | Zinaida Amosowa                                                                   |
| 3.  | Kawgołowo           | 10 km           | 6 stycznia 1979  | Galina Kułakowa                                                            | Nina Roczewa                                                               | Zinaida Amosowa                                                                   |
| 4.  | Klingenthal         | 5 km            | 12 stycznia 1979 | Raisa Smietanina                                                           | Nina Bałdyczowa                                                            | Zinaida Amosowa                                                                   |
| 5.  | Le Brassus          | 10 km           | 20 stycznia 1979 | Raisa Smietanina                                                           | Zinaida Amosowa                                                            | Galina Kułakowa                                                                   |
| 6.  | Le Brassus          | Sztafeta 3x5 km | 21 stycznia 1979 | Norwegia Vigdis Rønning · Berit Johannessen · Marit Myrmæl                 | ZSRR Lubow Ladowa · Nina Roczewa · Zinaida Amosowa                         | NRD Marion Büchner · Barbara Petzold · Christel Meinel                            |
| 7.  | Falun               | 20 km           | 24 lutego 1979   | Galina Kułakowa                                                            | Raisa Smietanina                                                           | Zinaida Amosowa                                                                   |
| 8.  | Falun               | Sztafeta 4x5 km | 25 lutego 1979   | ZSRR I Galina Kułakowa · Zinaida Amosowa · Nina Roczewa · Raisa Smietanina | ZSRR II Nina Bałdyczowa · Raisa Szurowa · Galina Jurasowa · Lubow Ladowa   | NRD Christel Meinel · Veronika Hesse · Barbara Petzold · Marion Büchner           |
| 9.  | Lahti               | 10 km           | 3 marca 1979     | Galina Kułakowa                                                            | Raisa Smietanina                                                           | Nina Roczewa                                                                      |
| 10. | Lahti               | Sztafeta 4x5 km | 4 marca 1979     | ZSRR I Nina Roczewa · Zinaida Amosowa · Raisa Smietanina · Galina Kułakowa | ZSRR II Nadieżda Szamakowa · Lubow Ladowa · Nina Bałdyczowa · Lubow Zykowa | Szwecja Lena Carlzon-Lundbäck · Marie Johansson · Gunnel Mörtberg · Karin Lamberg |
| 11. | Oslo                | 10 km           | 10 marca 1979    | Galina Kułakowa                                                            | Hilkka Riihivuori                                                          | Nina Roczewa                                                                      |
| 12. | Szczyrbskie Jezioro | 20 km           | 17 marca 1979    | Veronika Hesse                                                             | Vigdis Rønning                                                             | Dagmar Palečková                                                                  |

## Klasyfikacje

### Mężczyźni
| Lp. | Zawodnik           | Punkty |
| --- | ------------------ | ------ |
| 1.  | Oddvar Brå         | 117    |
| 2.  | Lars Erik Eriksen  | 98     |
| 3.  | Sven-Åke Lundbäck  | 85     |
| 4.  | Giulio Capitanio   | 76     |
| 5.  | Ove Aunli          | 68     |
| 5.  | Maurilio De Zolt   | 68     |
| 5.  | Thomas Wassberg    | 68     |
| 8.  | Per Knut Aaland    | 63     |
| 9.  | Iwan Lebanow       | 61     |
| 10. | Anders Bakken      | 50     |
| 10. | Jewgienij Bielajew | 50     |

### Kobiety
| Lp. | Zawodniczka         | Punkty |
| --- | ------------------- | ------ |
| 1.  | Galina Kułakowa     | 123    |
| 2.  | Raisa Smietanina    | 122    |
| 3.  | Zinaida Amosowa     | 98     |
| 4.  | Nina Roczewa        | 94     |
| 5.  | Marit Myrmæl        | 75     |
| 6.  | Lubow Ladowa        | 70     |
| 7.  | Alison Owen-Spencer | 67     |
| 8.  | Nina Bałdyczowa     | 64     |
| 9.  | Vigdis Rønning      | 60     |
| 10. | Anette Bøe          | 54     |